# Киржеманов, Дмитрий Дмитриевич
Дмитрий Дмитриевич Киржеманов (4 июля 1941 года — 14 июня 2016 года) — советский и российский актёр Томского областного драматического театра, снимался в кино («Игорь Саввович»), народный артист Российской Федерации (1999).

## Биография
С 1959 по 1960 годы — фрезеровщик завода п/я 735, (Казань).
С 1960 по 1961 годы — пионервожатый средней школы № 85, старший инструктор по пионерской работе Казанского суворовского училища.
В 1962 году — окончил театральную студию при Казанском театре юного зрителя (педагог Н. И. Басин).
С 1962 по 1975 годы — актёр Казанского театра юного зрителя, Брянского областного драматического театра, Магнитогорского драматического театра, Челябинского государственного драматического театра, Ленинградского государственного театра имени Ленсовета, Московского областного драматического театра имени Н. А. Островского, Тюменского драматического театра (1971), Архангельского областного драматического театра (1972—1974), Кемеровского областного драматического театра (1974—1975).
С 1975 года — актёр Томского областного драматического театра.
Наиболее значительные работы — Потапов в «Протоколе одного заседания», Миллер в спектакле «Коварство и любовь», Егоров в «Превышении власти».
В 2012 году состоялся бенефис актёра в связи с 70-летием. Был представлен премьерный спектакль «Старик» по пьесе Максима Горького, где бенефициант сыграл заглавную роль.

## Признание
- Заслуженный артист РСФСР (1984)
- Народный артист РФ (1999)
- трижды лауреат областного театрального конкурса «Маска»
- дважды получал Приз зрительских симпатий и другие награды фестивалей «Премьеры сезона»
- Медаль «За веру и добро»
- Знак отличия «За заслуги перед Томской областью» (29 апреля 2015) — за большой вклад в развитие культуры в Томской области, многолетнюю плодотворную работу